# Хутки (Люблинское воеводство)
Хутки (пол. Hutki) — деревня в Замойском повете Люблинского воеводства Польши. Входит в состав гмины Краснобруд. Находится примерно в 20 км к югу от центра города Замосць. По данным переписи 2011 года, в деревне проживало 330 человек.
В 1975—1998 годах деревня входила в состав Замойского воеводства.

## Население
Демографическая структура по состоянию на 31 марта 2011 года:
|         | Всего | До трудоспособного возраста | Трудоспособного возраста | Старше трудоспособного возраста |
| ------- | ----- | --------------------------- | ------------------------ | ------------------------------- |
| Мужчины | 168   | 34                          | 115                      | 19                              |
| Женщины | 162   | 26                          | 98                       | 38                              |
| Всего   | 330   | 60                          | 213                      | 57                              |